# Briseide condotta ad Agamennone
Briseide condotta ad Agamennone è un affresco eseguito da Giambattista Tiepolo, nella Sala dell'Iliade di Villa Valmarana ai Nani, a Vicenza.

## Descrizione
L'opera fa parte di una serie di tre dipinti su muro, in cui vengono rappresentati altrettanti episodi relativi al primo libro del poema omerico sulla Guerra di Troia.